# Лунка (Мілішеуць, Сучава)
Лунка (рум. Lunca) — село у повіті Сучава в Румунії. Адміністративно підпорядковане місту Мілішеуць.
Село розташоване на відстані 370 км на північ від Бухареста, 22 км на північний захід від Сучави, 136 км на північний захід від Ясс.

## Населення
За даними перепису населення 2002 року у селі проживали 118 осіб, усі — румуни.
Рідною мовою назвали:
| Мова       | Кількість осіб | Відсоток |
| ---------- | -------------- | -------- |
| румунська  | 110            | 93,2%    |
| українська | 8              | 6,8%     |